# ヴルフ・ディーター・ハインツ
ヴルフ・ディーター・ハインツ（ドイツ語: Wulff-Dieter Heintz、1930年6月3日 - 2006年6月10日）は、主にアメリカで活躍したドイツ出身の天文学者である。彼はスワースモア大学の名誉教授で、同大学に属するスプロール天文台の台長も勤めていた。専門は位置天文学的手法を用いた連星系の研究。

## 生涯
ハインツは1930年6月3日にドイツのヴュルツブルクに生まれた。彼は1953年にルートヴィヒ・マクシミリアン大学ミュンヘンで天文学に関する博士号を取得し、オーストラリアのストロムロ山に設けられたルートヴィヒ・マクシミリアン大学天文台南天観測所で研究に携わっていた。1969年、ピート・ファンデカンプによってアメリカのスプロール天文台に招かれて客員教授となり、その後同天文台のスタッフを経て、1972年のファンデカンプの引退に伴い台長を引き継いだ。
1998年に教育の第一線から退くが、その後もしばしば大学に招かれて講義を行い人気を博していた。晩年は癌に侵され、2年間の闘病の末2006年6月10日にペンシルベニア州のスワースモアにて死去した。76歳であった。
彼はアメリカで暮らすようになった後もドイツ国籍を保ち続けた。また、チェスの名手でもあり、チェスに関するドイツ語の書籍を著している。

## バーナード星
スプロール天文台でハインツの前任の台長を務めていたファンデカンプは、1960年代からバーナード星の周囲に惑星が存在することを主張していた。しかし彼が1972年に引退した後に、スプロール天文台の屈折望遠鏡で使われていた写真乾板に欠陥が見つかり、同時期にサラ・リッピンコットが報告した他の惑星とともにファンデカンプの報告の信憑性は揺らぐこととなった。後任に当たったハインツは1973年ごろからバーナード星の惑星に疑問を抱き始め、1976年以降ファンデカンプに否定的な研究を発表するようになった。ファンデカンプは誤りを認めず、この一件以降二人は疎遠になったと言われている。